# 1530年代
| 千纪： | 2千纪                                                                                            |
| 世纪： | 15世纪 \| 16世纪 \| 17世纪                                                                       |
| 年代： | 1500年代 \| 1510年代 \| 1520年代 \| 1530年代 \| 1540年代 \| 1550年代 \| 1560年代                 |
| 年份： | 1530年 \| 1531年 \| 1532年 \| 1533年 \| 1534年 \| 1535年 \| 1536年 \| 1537年 \| 1538年 \| 1539年 |

## 大事记
- 1531年，西班牙占领秘鲁。
- 1533年，伊凡雷帝即位。
- 1534年，亨利八世进行宗教改革，建立英国国教。
- 1536年，约翰·加尔文发表《基督教要义》。

## 出生
- 伊凡四世（1530年）
- 伊麗莎白一世（1533年）
- 织田信长（1534年）
- 克萊孟八世（1536年）
- 丰臣秀吉（1537年）
- 足利义昭（1537年）
- 明穆宗（1537年）

## 逝世
- 克萊孟七世（1534年）
- 德西德里烏斯·伊拉斯謨（1536年）
- 迪亞哥·德·阿馬格羅（1538年）